# Steve Nieve

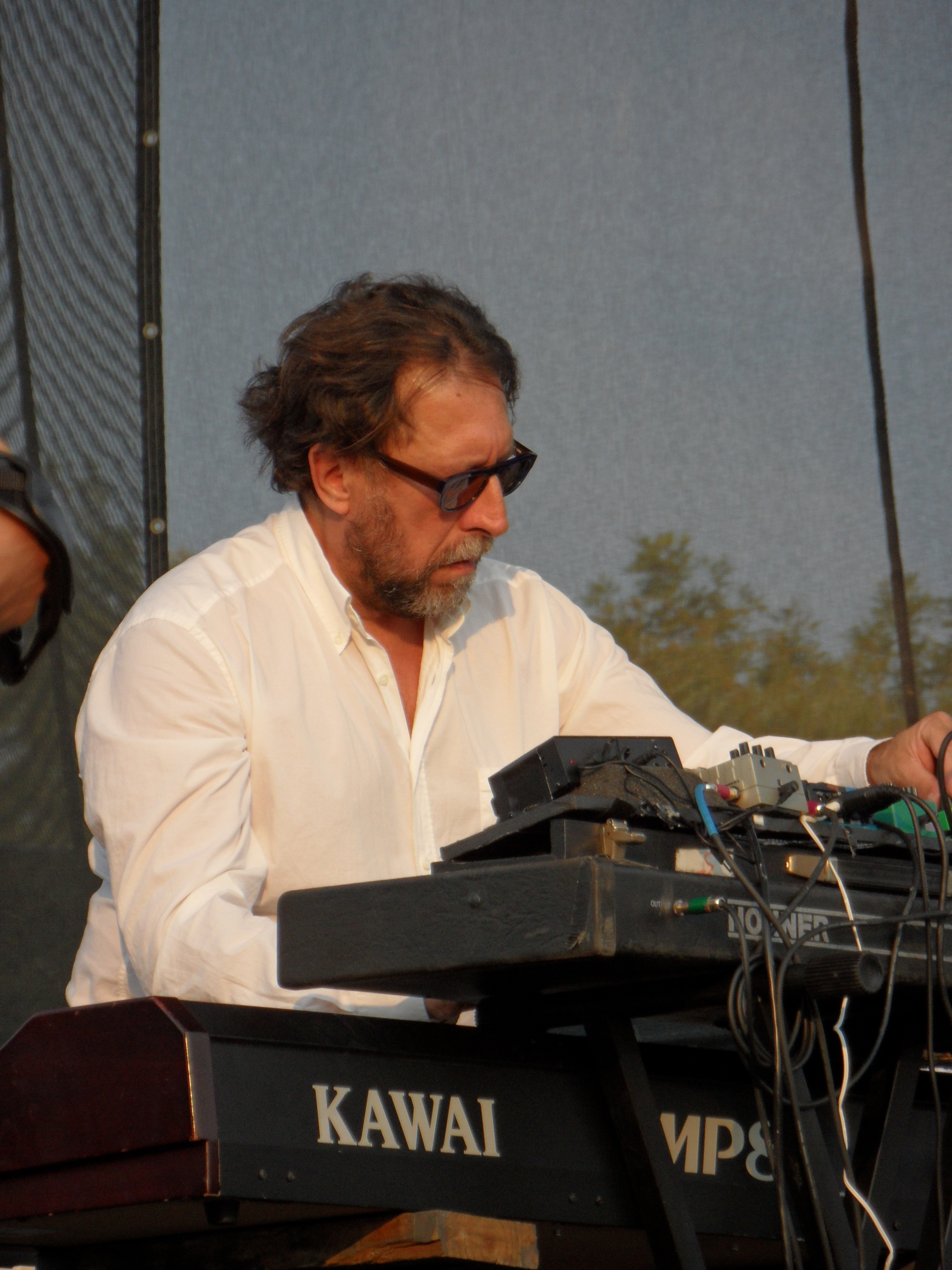
Steve Nieve (2012)

Steve Nieve, eigentlich Stephen John Nason, (* 21. Februar 1958 in Bishop’s Stortford) ist ein englischer Pianist, Keyboarder und Komponist. Er war unter anderem Mitglied von Elvis Costello and the Attractions, den Imposters und Madness.
2003 wurde er als Mitglied von Elvis Costello and the Attractions in die Rock and Roll Hall of Fame aufgenommen.

## Werdegang
Nieve studierte am Royal College of Music Piano, brach jedoch 1977 ab, um sich Elvis Costellos Band The Attractions anzuschließen. Nason erhielt seinen Spitznamen „Nieve“ („naiv“) während der ersten Tour wegen seiner unschuldigen Frage „Was ist ein Groupie?“.

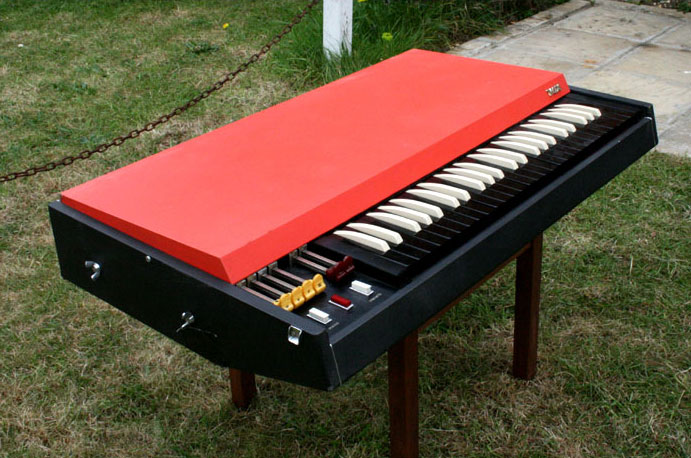
Vox-Orgel

Am Anfang prägte seine Vox-Orgel den Sound der Band. Nieve sagte dazu: „Das war das einzige Keyboard, das ich hatte.“
Nieve spielte in den nächsten zehn Jahren Orgel und Klavier bei Costello. Auf dem Costello-Album Goodbye Cruel World von 1984 und der dazugehörigen Tour wurde er „Maurice Worm“ genannt. Als Costello zwischen 1987 und 1993 nicht mit den Attractions arbeitete, konzentrierte sich Nieve auf Studioarbeit für Sting, Paul McCartney, David Bowie, Squeeze, Madness, Kirsty MacColl und Nick Heyward.
Costello brachte die Attractions für das 1994er Album Brutal Youth wieder zusammen. Obwohl das Wiedersehen kurzlebig war – sie trennten sich 1996 erneut – hörten die Costello / Nieve-Kooperationen nie auf. Sie tourten als Duo und Nieve hat seit Mitte der 1990er Jahre Keyboards für alle Alben von Costello beigesteuert, einschließlich der Burt-Bacharach-Kollaboration Painted From Memory (1998), der Anne-Sofie-von-Otter-Kollaboration For the Stars (2001) und North (2003).

„Viele Musiker lernen, was sie spielen müssen und spielen jeden Abend genau das Gleiche. Ich bin keine solche Person. Ich neige dazu, Dinge zu erfinden, während ich weiter mache. Wenn ich jemanden live begleite, höre ich zu, was er tut, und ich kann mit ihm gehen, und ich versuche, ihm zu folgen und ihn zu unterstützen.“

## Privatleben
Nieve lebt mit seiner Frau Muriel Téodori in Frankreich.

## Solo-Veröffentlichungen
- 1983: Keyboard Jungle[11]
- 1987: Playboy
- 1996: It’s Raining Somewhere
- 2002: Mumu
- 2004: Windows - Music for Musician(s) and Open Windows
- 2007: Welcome to the Voice, Deutsche Grammophon[12]
- 2011: Lazy Point[13]
- 2013: Together

## Filmmusik
- 1991: The Ghosts of Oxford Street[14]
- 2006: Wir verstehen uns wunderbar (Désaccord parfait)
- 2011: L’épervier[15]
- 2017: Don’t Forget Me[16]